# Wieczfnia Kościelna
Wieczfnia Kościelna è un comune rurale polacco del distretto di Mława, nel voivodato della Masovia.
Ricopre una superficie di 119,81 km² e nel 2004 contava 4 188 abitanti.